# Angela Dean
Pour les articles homonymes, voir Dean.
Angela Muriel Dean est une statisticienne britannique spécialisée dans la conception d'expériences. Elle est professeure émérite à l'université d'État de l'Ohio et a été présidente de la section des sciences physiques et techniques de la Société américaine de statistique pour 2012.

## Formation et carrière
Dean étudie les mathématiques à l'université de Southampton et y a obtenu un bachelor en 1971. Elle a obtenu un doctorat à Southampton en 1975. Elle a enseigné à l'Open University (1975-1980) et à l'université du Texas à Austin (1978-1979) avant de rejoindre la faculté de l'État de l'Ohio en 1980. Depuis 2003, elle est également membre associée de l'Institut de recherche en sciences statistiques de Southampton. Elle a pris sa retraite de l'université de l'Ohio et y est devenue professeure émérite en 2011.
Parmi ses doctorants figure Tena Katsaounis.

## Publications
Avec Daniel Voss, Dean est l'auteure de Design and Analysis of Experiments (Springer, 1999; 2e éd., Avec Danel Draguljić, 2017).
- J. P. Morgan, S. Ghosh & Angela Dean (2014). « J. N. Srivastava (en) and experimental design ». J. Statist. Plan. Infer.  144, 3–18.

## Prix et distinctions
En 1993, Dean a été élue à l'Institut international de statistique,. En 1995, elle est devenue membre de l'American Statistical Association. Elle a également été élue membre de l'Institut de statistique mathématique en 2002,.  